# Those Three French Girls
Those Three French Girls is een Amerikaanse filmkomedie uit 1930 onder regie van Harry Beaumont.

## Verhaal
Charmaine, Diane en Madelon zijn drie bevallige Franse meisjes. Ze hebben affaires met de saaie Brit Larry Winthrop en de nog saaiere graaf van Ippleton. De Amerikaanse soldaten Owly Owen en Yank Dugan hebben ook hun oog laten vallen op de meisjes. Dat leidt al snel tot ingewikkelde toestanden.

## Rolverdeling
| Acteur           | Personage          |
| ---------------- | ------------------ |
| Fifi D'Orsay     | Charmaine          |
| Reginald Denny   | Larry Winthrop     |
| Cliff Edwards    | Owly Owen          |
| Yola d'Avril     | Diane              |
| Sandra Ravel     | Madelon            |
| George Grossmith | Graaf van Ippleton |
| Edward Brophy    | Yank Dugan         |
| Peter Gawthorne  | Parker             |